# メタネフリン
メタネフリン(Metanephrine)またはメタドレナリン(Metadrenaline)は、アドレナリンの代謝物質で、アドレナリンにカテコール-O-メチルトランスフェラーゼが作用することで生じる。2002年のJournal of the American Medical Associationに掲載された論文で、血漿中のメタネフリン類（メタネフリン及びノルメタネフリン）の遊離濃度の測定は、副腎髄質の新生物である褐色細胞腫の最良の診断ツールであることが示された。

アドレナリン